# نينكو
نينكو (باليابانية: 忍空، بالروماجي: Ninkū) هي سلسلة مانغا يابانية من تأليف ورسم كوجي كيرياما، نشرت من قبل شوئيشا في مجلة شونن جمب الأسبوعية، في 14 يونيو عام 1993 حتى 4 سبتمبر عام 1995، وتم تجميع فصول المانغا في 9 مجلدات تانكوبون، نشرت في 11 يناير عام 1994 حتى 2 نوفمبر عام 1995 أنتجت إلى أنمي تلفزيوني من إستديو بيرو، عرض الأنمي في 14 يناير عام 1995 واستمر عرضه حتى 24 فبراير عام 1996، على تلفزيون فوجي، وتكون من 55 حلقة.

## القصة
تدور أحداث القصة عن فوسوكي هو فتى غريبة المظهر عمره 12 عامًا، محارب قوي من مدرسة نينكو للدفاع عن النفس، نمطه القتالي
مزيج نينجوتسو والكونغ فو. تستهدفت مدرسة نينكو من قبل إمبراطورية الشر، وتهزم على يده، ويتم ملاحقة جميع أفراد وطلاب المدرسة والقضاء على أي أحد منهم على قيد الحياة.

## الشخصيات

### الشخصيات الرئيسية
فويوكي (باليابانية: 風助، بالروماجي: Fūsuke)
مؤدية الصوت: ريكا ماتسوموتو
أيتشو (باليابانية: 藍朓، بالروماجي: Aichō)
مؤدية الصوت: ميتسواكي مادونو
توجي (باليابانية: 橙次، بالروماجي: Tōji)
مؤدي الصوت: جوروتا كوسوغي
هيرويوكي (باليابانية: ヒロユキ، بالروماجي: Hiroyuki)
مؤدي الصوت: كاتسومي سوزوكي
ريهوكو (باليابانية: 里穂子، بالروماجي: Rihoko)
مؤدية الصوت: ميغومي هاياشيبارا

### شخصيات أخرى
كوتشين (باليابانية: コウチン، بالروماجي: Kōchin)
مؤدي الصوت: تاكاشي تانيغوتشي
كيسومي (باليابانية: 黄純، بالروماجي: Kisumi)
مؤدي الصوت: ياسونوري ماتسموتو
ميكيرا (باليابانية: メキラ، بالروماجي: Mekira)
مؤدية الصوت: أكيكو هيراماتسو
أجيرادا (باليابانية: アジラダ، بالروماجي: Ajirada)
مؤدي الصوت: توموميتشي نيشيمورا

## وصلات خارجية
- نينكو على موقع إستديو بيرو باللغة اليابانية
- Ninku: The Movie at Rotten Tomatoes
- نينكو على موقع ANN manga (الإنجليزية)